# Ken Jeong
Kendrick Kang-Joh "Ken" Jeong (født 13. juli 1969), også kendt som " Dr. Ken", er en amerikansk komiker, skuespiller og læge.

## Tidlig liv og medicinske karriere
Jeong blev født i Detroit , Michigan, søn af sydkoreanske indvandrere Young og DK Jeong, der var professor ved North Carolina A & T State University i Greensboro i North Carolina i 35 år. Jeong voksede op i Greensboro og gik på Walter Hines Side High School, hvor han gik på det høje IQ-hold, spillede violin i orkestret, og blev valgt til elevrådet. Han blev uddannet som 16-årig og hans præstationer indbragte ham Greensboro Youth of the Year.
Han afsluttede sin bachelor studier ved Duke University i 1990 og opnåede sin eksamen i medicin ved University of North Carolina i Chapel Hill i 1995. Han afsluttede sit arbejdsophold i Intern Medicin på Ochsner Medical Center i New Orleans, mens han udviklede sin stand-up comedy.

## Karriere i showbusiness
Hans store gennembrud kom, da han vandt Big Easy Laff-Off, da NBC præsidenten Brandon Tartikoff og The Improv grundlæggeren Budd Friedman var dommere. De opfordrede begge Jeong at flytte til Los Angeles, og han begyndte at optræde regelmæssigt på de Improv og Laugh Factory comedy-klubber.
Jeong baggrund i teater-og forbedringsprojekter har ført ham til flere tv-optrædener, bl.a. NBC's The Office, HBO's Entourage og Curb Your Enthusiasm. Ken fik sin filmdebut som Dr. Kuni i Judd Apatow's Knocked Up, som viste sig at være hans gennembrudspræstation. Efterfølgende har han optrådt i Pineapple Express, Role Models som Kong Argotron, All About Steve, The Goods: Live Hard, Sell Hard, Couples Retreat og som Mr. Chow i Tømmermænd i Vegas og Tømmermænd i Thailand. Han medvirkede i Zookeeper og Transformers: Dark of the Moon, udgivet i sommeren 2011.
Han angreb (kayfabe) prowrestleren John Cena med en stok den 3. august 3, 2009 episode af WWE Raw .
Jeong blev nomineret til to 2010 MTV Movie Awards, vandt prisen for Bedst WTF Moment samt været nomineret til MTV Movie Award for Bedste skurk for Tømmermænd i Vegas.
Jeong var også nomineret for "Breakout Stjerne Mand" for EU i 2010 Teen Choice Awards.
I efteråret 2010, begyndte Adidas basketball en omfattende markedsføringskampagne, hvor Jeong medvirkede som karakteren "Slim Chin" ved siden af NBA-stjernerne Dwight Howard og Derrick Rose.
Den 22. maj 2011, var Jeong vært ved 2011 Billboard Music Awards i Las Vegas på ABC.

## Privatliv
Jeongs kone, Tran Ho, er vietnamesisk amerikansk, og også en læge. Sammen har de to døtre, Alexa og Zooey.

## Filmografi
| Film         | Film                              | Film                | Film                                                               |
| År           | Film                              | Rolle               | Andre noter                                                        |
| ------------ | --------------------------------- | ------------------- | ------------------------------------------------------------------ |
| 2007         | Knocked Up                        | Dr. Kuni            |                                                                    |
| 2008         | Step Brothers                     | Employment Agent    |                                                                    |
| 2008         | Pineapple Express                 | Ken                 |                                                                    |
| 2008         | Role Models                       | King Argotron       |                                                                    |
| 2009         | Tømmermænd i Vegas                | Leslie Chow         |                                                                    |
| 2009         | The Goods: Live Hard, Sell Hard   | Teddy Dang          |                                                                    |
| 2009         | All About Steve                   | Angus               |                                                                    |
| 2009         | Parterapi                         | Therapist No.2      |                                                                    |
| 2010         | How to Make Love to a Woman       | Curtis Lee          |                                                                    |
| 2010         | Furry Vengeance                   | Neal Lyman          |                                                                    |
| 2010         | Despicable Me                     | Talk Show Host      | Voice role                                                         |
| 2010         | Vampires Suck                     | Daro                |                                                                    |
| 2011         | Big Mommas: Like Father, Like Son | Mailman             | Cameo                                                              |
| 2011         |                                   |                     |                                                                    |
| 2011         | Zookeeper                         | Venom               |                                                                    |
| 2011         | Tømmermænd i Thailand             | Leslie Chow         |                                                                    |
| 2011         | Transformers: Dark of the Moon    | Jerry Wang          |                                                                    |
| 2015         | The Duff                          | Mr. Arthur          |                                                                    |
| Television   |                                   |                     |                                                                    |
| År           | Titel                             | Rolle               | Noter                                                              |
| 1997         | The Big Easy                      | Dr. Tang            | Episode: Night Music                                               |
| 1998         | Black Jag                         | Kurt                | TV-pilot                                                           |
| 2001         | The Downer Channel                | Store Owner         | Episode: 1.2                                                       |
| 2002         | Girls Behaving Badly              | Various characters  |                                                                    |
| 2003         | Cedric the Entertainer Presents   | Asian Thunder       |                                                                    |
| 2003–2005    | MADtv                             | Various characters  | 4 episodes                                                         |
| 2004         | Significant Others                | Gynecologist        |                                                                    |
| 2004         | Crossing Jordan                   | Steve Choi          | Episode: Slam Dunk                                                 |
| 2004         | Grounded for Life                 | Owner               | Episode: I'm Looking Through You                                   |
| 2005         | Two and a Half Men                | Male Nurse          | Episode: Woo-Hoo, a Hernia-Exam!                                   |
| 2005         | Mind of Mencia                    | Ken                 |                                                                    |
| 2005         | Jimmy Kimmel Live!                | Astronaut           | Episode: July 29, 2005                                             |
| 2005         | The Office                        | Bill                | Episode: E-mail Surveillance                                       |
| 2006         | Three Strikes                     | Roido's Interpreter | TV-pilot                                                           |
| 2006         | Entourage                         | Coffee Shop Manager | Episode: The Release                                               |
| 2007         | The Shield                        | Skip Osaka          | Episode: Back to One                                               |
| 2007         | Curb Your Enthusiasm              | Man in Jersey No.1  | Episode: The Anonymous Donor                                       |
| 2007         | Boston Legal                      | Coroner Myron Okubo | Episode: The Innocent Man                                          |
| 2008         | Held Up                           | Doctor              | TV-pilot                                                           |
| 2008         | 'Til Death                        | Dr. Park            | Episode: Snip/Duck Episode: Circumdecision                         |
| 2008         | Worst Week                        | Phil                | Episode: The Bird Episode: The Apartment                           |
| 2009         | Off Duty                          | Jackie Chan         | TV-pilot                                                           |
| 2009         | American Dad!                     | Dr. Perlmutter      | Episode: Family Affair Episode: Every Which Way But Lose           |
| 2009         | Party Down                        | Alan Duk            | Sin Say Shun Awards After Party Stennheiser-Pong Wedding Reception |
| 2009         | Men of a Certain Age              | Kuo                 | Episode: Pilot                                                     |
| 2009–present | Community                         | Señor Ben Chang     | Series regular                                                     |